# Phillips-Van Heusen Corporation
De Phillips-Van Heusen Corporation (PVH Corp.) is een van de grootste kledingbedrijven in de wereld. Het telt ongeveer 29.000 medewerkers in zo'n 40 landen. Het bedrijf werd in 1881 opgericht, is genoteerd aan de Amerikaanse New York Stock Exchange en heeft zijn hoofdkantoor in New York. Het bedrijf is deels vernoemd naar de Nederlandse immigrant John Manning Van Heusen.
De twee belangrijkste merken van PVH zijn Calvin Klein en Tommy Hilfiger. Deze twee merken samen vertegenwoordigen meer dan 90% van de totale omzet. De producten worden verkocht in eigen winkels, maar ook via winkels van andere ondernemers en via internet. Ongeveer twee derde van de verkopen vinden plaats buiten de Verenigde Staten.
In de laatste jaren is afscheid genomen van andere merken. Tot het tweede kwartaal 2021 was PVH nog eigenaar van merken als Van Heusen, IZOD, Arrow en Geoffrey Beene. Op 27 november 2023 werden de merknamen Warner’s, Olga en True&Co. verkocht aan Basic Resources. Na deze verkoop richt PVH zich volledig op de overgebleven merken Calvin Klein en Hilfiger.
In maart 2010 werd Tommy Hilfiger Corporation overgenomen, waardoor het ook Karl Lagerfeld in handen kreeg. De overnamesom was US$ 3 miljard en PVH versterkte hiermee de positie in de Europese markt. Op 23 juni 2011 werd de bedrijfsnaam Phillips-Van Heusen Corporation gewijzigd in PVH Corp. In 2013 kocht PVH Warnaco Group, waardoor het bedrijf controle kreeg over alle merkonderdelen van Calvin Klein, naast merken als Speedo (uitsluitend Noord-Amerika), CHAPS, Warner's en Olga.